# Journal of Structural Biology
Journal of Structural Biology (abrégé en J. Struct. Biol.) est une revue scientifique à comité de lecture. Ce journal mensuel présente des articles originaux dans le domaine de l'analyse de la matière vivante afin de comprendre les fonctions biologiques en termes de structure moléculaire.
D'après le Journal Citation Reports, le facteur d'impact de ce journal était de 3,231 en 2014. Actuellement, la direction éditoriale est assurée par A. C. Steven et W. Baumeister.

## Histoire
Au cours de son histoire, le journal a plusieurs fois changé de nom:
- Journal of Ultrastructure Research, 1957-1985,  (ISSN 0022-5320)[3]

- Journal of Ultrastructure and Molecular Structure Research, 1986-1989,  (ISSN 0889-1605)[4]

- Journal of Structural Biology, 1990-en cours,  (ISSN 1047-8477)